# Мегаполис (компания)
Группа компаний «Мегаполис» — российский холдинг, основной дистрибьютор табачных изделий в стране благодаря эксклюзивным контрактам с Japan Tobacco, Philip Morris и Imperial Tobacco. Согласно рейтингу Forbes «200 крупнейших частных компаний России» это шестая по объёму выручки частная компания России в 2021 году с соответствующим показателем в 789,2 млрд рублей. 
В состав холдинга входят АО «Торговая компания «Мегаполис», ООО «МЕГАКОМ», ООО «Сигарный Дом Фортуна», АО «СОВИНТЕРАВТОСЕРВИС». Доставку товаров в более чем 160 000 торговых точек по всей России осуществляют более 3 300 собственных автомобилей ГК «Мегаполис». Компания имеет более 300 филиалов от Калининграда до Петропавловска-Камчатского, в которых работает около 13 тысяч человек.

## История
В начале 1990-х годов Игорь Кесаев и его преподаватель в МГИМО Сергей Кациев открыли компанию «Меркурий», импортировавшую продукцию, в том числе табачную. В 1998 году Игорь Кесаев создал торговую компанию «Мегаполис», занимавшуюся оптовой торговлей табачных изделий. В первые годы «Мегаполис» заключил эксклюзивные контракты на распространение в России продукции Gallaher Liggett Ducat, Imperial Tobacco и Altadis. В конце 2006 — начале 2007 года «Мегаполис» поглотил всех дистрибьюторов Philip Morris: тот же «Меркурий», «Тен-трейд» и «ОПТИМА». Этим «Мегаполис» увеличил свою долю на российском рынке сигарет до более чем 50 %, затем он получил контроль над распространением продукции Japan Tobacco, до того работавшим с 11 российскими компаниями. В 2010 году «Мегаполис» приобрёл крупнейших дистрибьюторов табачных изделий Западной Украины. В 2013 году Игорь Кесаев продал Philip Morris и Japan Tobacco по 20 % группы компаний «Мегаполис», каждому покупателю за 750 миллионов долларов. В 2018 году доля Игоря Кесаева в группе сократилась до 49,85%, Philip Morris и Japan Tobacco докупили акции. Кроме табачного бизнеса, группа компаний «Мегаполис» занимается дистрибьюцией пива компании «Балтика», энергетических напитков Red Bull, зажигалок Cricket, батареек Duracell и Kodak, презервативов компании Reckitt Benckiser. Однако доля не связанных с табаком продаж в общем объёме выручки группы незначительна, 6.6 % в 2016 году.
Игорь Кесаев покинул пост Председателя Совета Директоров АО «ТК «Мегаполис» с 11 апреля 2022 года, в связи с санкциями ЕС, его пост занял Кациев Сергей Солтанович.
По состоянию на осень 2023 года Philip Morris International (PMI) оценивает свою долю в 23% компании «Мегаполис» в $351 млн.

## Табачное направление
Компания «Мегаполис» имеет прямые контракты на дистрибуцию продукции компаний Japan Tobacco International, Philip Morris International, Imperial Tobacco Group; дистрибуторские контракты с производителями чая и кофе – Dauwe Egbert’s Master Blenders (Moccona) и M.J.F. Teas (Dilmah); дистрибьюторский контракт с производителем энергетических напитков Red Bull GmbH (Red Bull, Bullit). Генеральный директор компании с 25 мая 2018 года является Шамиль Султанов.

## Пивобезалкогольная продукция
У компании подписан дистрибуторский договор с производителем пивобезалкогольной продукции ООО «Пивоваренная Компания «Балтика». 
Генеральный директор ООО «МЕГАКОМ» Бражевский Сергей Викторович до мая 2023 года, с 19 мая 2023 года — Осипов Андрей Владимирович.

## Другие отрасли
ООО «Сигарный Дом Фортуна» (СДФ) представляет на российском рынке широкий спектр альтернативной табачной продукции (АТП). Компания является генеральным дистрибутором в Российской Федерации ведущих мировых производителей сигар, сигарилл, кальянного, сигаретного, трубочного табака и аксессуаров для альтернативного табакокурения. «Сигарный Дом Фортуна» имеет собственную структуру прямых продаж – 9 обособленных подразделений, расположенных в Москве, Санкт-Петербурге, Новосибирске, Екатеринбурге, Краснодаре, Казани, Артёме, Воронеже и Нижнем Новгороде – и 23 региональных менеджера АТП в филиалах «Мегаполис». Все склады компании оборудованы комнатами – отдельными помещениями, где поддерживаются необходимые условия хранения сигар ручной скрутки.
На российском рынке АО «СОВИНТЕРАВТОСЕРВИС] представляет интересы различных известных мировых брендов. На сегодняшний день АО «СОВИНТЕРАВТОСЕРВИС» является официальным дилером шести брендов: DAF, IVECO, Fiat Professional, Ford Trucks, Isuzu и автобусов НЕМАН (на базе IVECO). Компания создана в 1978 году.

## Рейтинги
- Рейтинг Forbes. Журнал Forbes традиционно подвёл итоги Рейтинга «200 крупнейших частных компаний России». ГК «Мегаполис» надёжно удерживает свои позиции в десятке лидеров и занимает 6 место в 2021 году. ГК «Мегаполис» увеличил выручку на 4,9% и поднялся с девятого места на шестое.
- RAEX-600. ГК «Мегаполис» заняла 1 место в рейтинге крупнейших компаний в оптовой торговле. Рейтинговое агентство RAEX сформировало список крупнейших компаний России по объёму реализации продукции за 2020 год. ГК «Мегаполис» заняла первое место в сфере оптовой торговли и 16 место в общем рейтинге – на 3 позиции выше, чем в предыдущем году. Темпы роста выручки за год составили 4.9%, а объём реализации в 2020 году составил 789 млрд. рублей.
- Эксперт «400».  Журнал «Эксперт» опубликовал рейтинг 400 крупнейших российских компаний. ГК «Мегаполис» занимает 15 место в рейтинге 400 крупнейших российских компаний по объёму реализованной продукции. Были проанализированы такие показатели как рентабельность, производительность труда и динамика выручки.